# Hrabstwo Carroll (Missouri)
Hrabstwo Carroll (ang. Carroll County) – hrabstwo w stanie Missouri w Stanach Zjednoczonych. Obszar całkowity hrabstwa obejmuje powierzchnię 702,30 mil2 (1 819 km²). Według danych z 2010 r. hrabstwo miało 9 295 mieszkańców. Hrabstwo powstało w 1833 roku i nosi imię Charlesa Carrolla - jednego z sygnatariuszy Deklaracji Niepodległości Stanów Zjednoczonych.

## Sąsiednie hrabstwa
- Hrabstwo Livingston (północ)
- Hrabstwo Chariton (wschód)
- Hrabstwo Saline (wschód)
- Hrabstwo Lafayette (południowy wschód)
- Hrabstwo Ray (zachód)
- Hrabstwo Caldwell (północny zachód)

## Miasta
- Bogard
- Bosworth
- Carrollton
- De Witt
- Hale
- Norborne
- Tina (wieś)